# Ludwig Czech

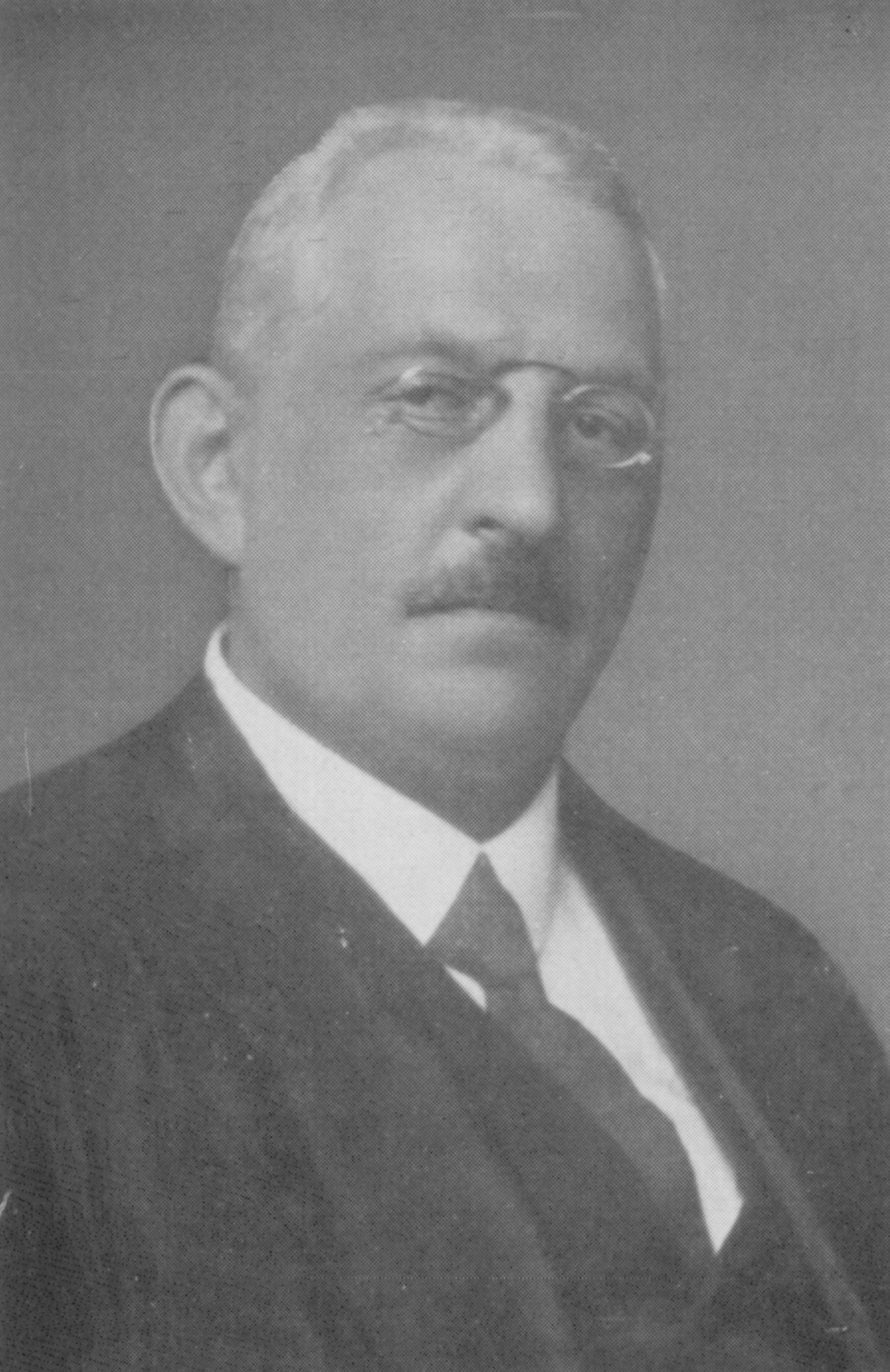
Ludwig Czech, um 1930

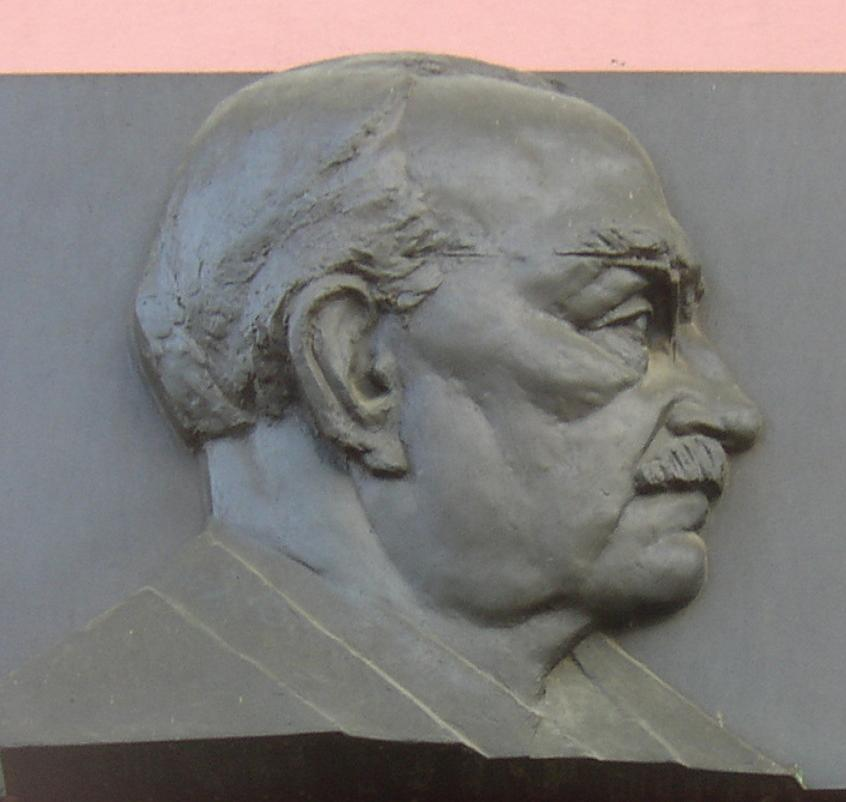
Ludwig Czech

Ludwig Czech (geboren 14. Februar 1870 in Lemberg, Galizien; gestorben 20. August 1942 im Ghetto Theresienstadt) war ein deutschmährischer Politiker. Er arbeitete als Rechtsanwalt in Brünn und war ab 1920 Vorsitzender der Deutschen sozialdemokratischen Arbeiterpartei in der Tschechoslowakischen Republik (DSAP). Er bekleidete von 1929 bis 1938 in der ersten tschechoslowakischen Republik mehrere Ministerposten. 

## Politische Biographie
Ludwig Czech war bis 1919 Vorsitzender der Deutschen sozialdemokratischen Partei Mährens (der damalige Titel lautete „Landesvertrauensmann“).
Czech gilt als maßgeblich verantwortlich für den integrativen Kurs der DSAP, der konstruktive Mitarbeit der Deutschen in der jungen tschechoslowakischen Republik vorsah. Im Rahmen dieser Politik wurde er in einer breiten Koalitionsregierung 1929 Minister für Sozialfürsorge, 1934 Minister für öffentliche Arbeiten und 1935, nach fortgesetzten Stimmverlusten seiner Partei, Gesundheitsminister. In dieser Position verblieb er bis zum Ausscheiden der DSAP aus der Regierung 1938.
1934 half er dem exilierten deutschen Zahnarzt Ewald Fabian in Prag beim Aufbau des Internationalen ärztlichen Bulletins. Ludwig Czech lieferte auch Beiträge für diese Zeitschrift, die Zentralorgan der 1931 in Karlsbad gegründeten Internationalen Vereinigung sozialistischer Ärzte war.
Die Czechkarten, Lebensmittelmarken für gewerkschaftlich nicht gebundene Arbeitslose, waren in den Jahren der Wirtschaftskrise oft bitter nötige Hilfe für tschechische aber auch sudetendeutsche Arbeiterfamilien.
Ab 1938 wurde er, nach der Abspaltung des Sudetenlands zugunsten des Deutschen Reichs im Rahmen des Münchner Abkommens, als Jude, Sozialdemokrat und Gegner der von den deutschen Nationalsozialisten gesteuerten SdP Opfer der nationalsozialistischen Verfolgung.
Nach seiner Verschleppung 1942 starb er im selben Jahr im Ghetto Theresienstadt.

## Würdigung
Heute befindet sich in Brünn eine Gedenktafel, die an ihn als Minister, Parteivorsitzenden, Redakteur der Tageszeitung Volksfreund und Reformer der Brünner Bezirkskrankenkasse erinnert.